# The Real Adventures of Jonny Quest
The Real Adventures of Jonny Quest est une série télévisée d'animation américaine en 52 épisodes de 22 minutes, diffusée entre le 26 août 1996 et le 16 avril 1997.
En France, la série est diffusée à partir du 2 avril 1997 sur TF1 dans l'émission Salut les Toons, puis dans TF! Jeunesse à partir du 3 septembre 1997.